# Orient Cinemas
Orient Cinemas é uma empresa brasileira de exibição cinematográfica fundada em 1978 em Salvador, onde mantém a sede. A sua rede de complexos cinematográficos está espalhada por três estados da Região Nordeste do Brasil e em Portugal. Utiliza a marca Cineplace no município brasileiro de Feira de Santana e em Portugal. Mantém parceria com a UCI Cinemas na forma de joint venture em três complexos no Brasil através da UCI/Orient.
No Brasil existem sete complexos e 42 salas de cinema, média de 6,0 salas por complexo, incluindo a rede UCI Orient, o que perfaz um total de 9 347 assentos, média de 222,55 assentos por sala. Por outro lado, são quatro os complexos próprios, com dezesseis salas, média de 4,00 salas por complexo, o que perfaz um total 3 239 poltronas, média de 202,44 assentos por sala. A maior parte dos quatorze complexos sob a marca Cineplace em Portugal foram adquiridos da empresa portuguesa Sonae, proprietária dos centros comerciais nos quais os complexos Cineplace estão inseridos e totalizam 85 salas, média de 5,79 salas por complexo.
É uma das poucas empresas brasileiras neste segmento a operar no exterior e a única que já deteve filiais em três continentes.

## História

### Primeiros anos

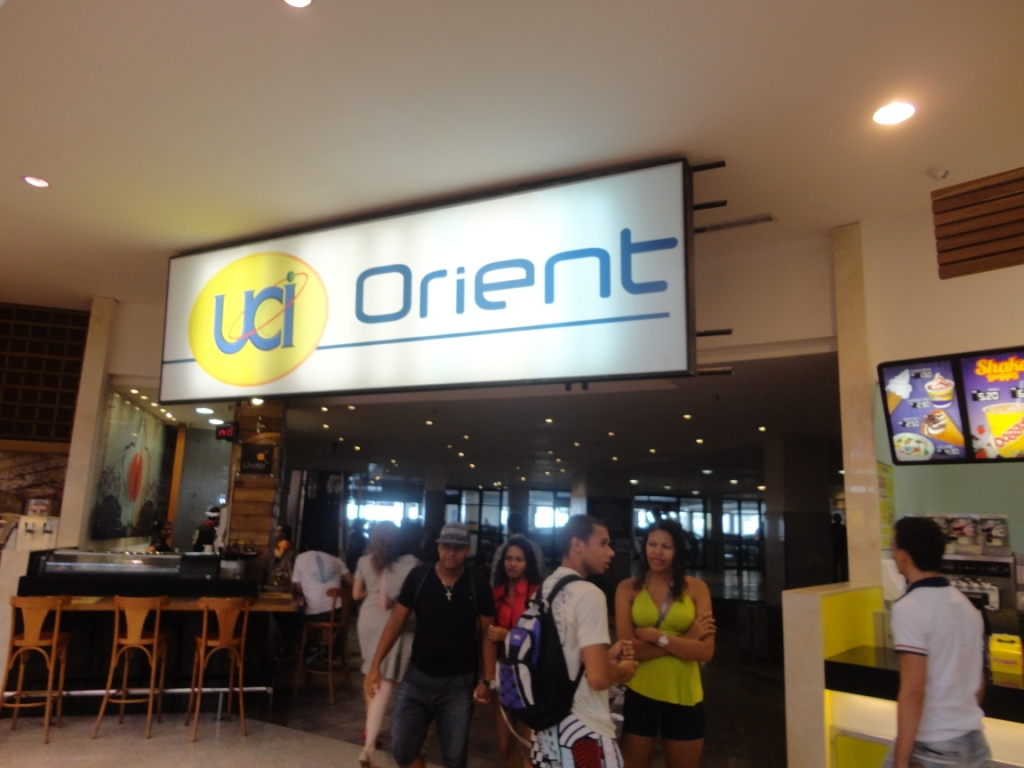
Fachada do UCI Orient Iguatemi em Agosto de 2012

A história da empresa iniciou em 1978, quanto o empresário baiano Aquiles Mônaco, natural da cidade de Camaçari,  fundou uma empresa distribuidora de filmes no formato de 16 mm.  Sua iniciação como exibidor se deu de forma precoce, sendo que aos 10 anos já exibia películas em festas de aniversário. Para que pudesse abrir sua primeira empresa, foi necessário emancipar-se (já que possuía apenas 16 anos) e em 1982 a empresa passou a distribuir filmes em película 35 mm.
Em virtude das dificuldades inerentes ao mercado distribuidor, que era dominado pela majors (grandes empresas do ramo) passou a montar sua própria rede exibidora, tendo arrendado o velho cinema Jandaia, localizado na Baixa do Sapateiro, em Salvador, por 15 anos. Inicialmente, essa rede era formada por antigos cinemas de rua localizados na cidades de Alagoinhas (Cine Alagoinhas, inaugurado em 1968), Feira de Santana (Cine Íris), Ilhéus (Cine Santa Clara), Juazeiro (Cine São Francisco) e em vários outros municípios localizados no interior dos estados da Bahia, Pernambuco e Sergipe, que foram progressivamente sendo fechados ou devolvidos a seus proprietários, em virtude da histórica decadência dos velhos cinemas do interior, vencidos que foram pela expansão das novas mídias, como o videocassete e o DVD.

### Expansão da rede

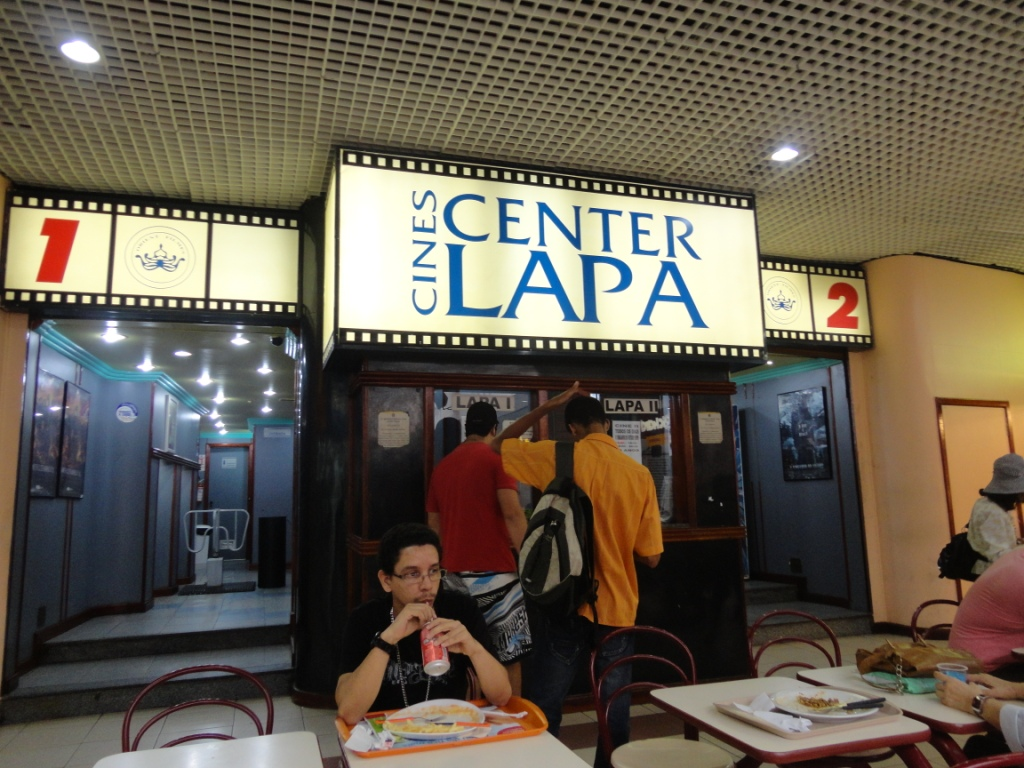
Orient Cinemas Shopping Center Lapa em setembro de 2012, Salvador

Entre a década de 80 e início dos anos 90, a empresa (que àquela época utilizava a marca Orient Filmes e exibia uma flor de lótus num círculo como logomarca) chegou a possuir cerca de 140 salas de cinema. Começou a abrir cinemas em centros comerciais em 1984, com a inauguração da Sala 1 do Shopping Itaigara, em 16 de dezembro (a sala 2, que não era contígua, seria aberta três meses depois, em março de 1985). Em seguida, seria a vez do Shopping Brotas Center, do bairro de Brotas, receber uma sala de exibição em 21 de outubro de 1986; o recém-inaugurado Shopping Barra receberia duas salas de exibição em novembro de 1987, numa parceria com a empresa distribuidora/exibidora Paris Filmes conhecida como Paris Orient. Naquele período, o mercado exibidor soteropolitana era dominado pela extinta Art Films, sediada no Rio de Janeiro e proprietária dos cinemas do então Shopping Iguatemi da Bahia, do Cine Art Politeama e do Cine Glauber Rocha, este último localizado na Praça Castro Alves.
A década de 90 representou a consolidação da rede, com a abertura de complexos de uma ou duas salas em pequenos shoppings que seriam inaugurados ao longo daquele tempo: a cidade de Lauro de Freitas receberia salas nos shopping Litoral Norte, Ponto Verde e Villas Boulevard, esta última no bairro de Villas do Atlântico; Juazeiro ganharia uma sala no Shopping Águas Center e Salvador receberia novos cinemas nos Shoppings Imbuí Plaza, em 1996, e Caboatã, em 1997 (ambos localizados no bairro do Imbuí); Ponto Alto (bairro do Pau da Lima) e Center Lapa (próximo à Praça da Piedade, centro de Salvador).
Como um todo, esta série de complexos menores foram sendo fechados ao longo das próximas duas décadas. As salas localizadas no Shopping Center Lapa foram as últimas a permanecer em funcionamento, tendo encerrado suas atividades em 01 de outubro de 2017, alguns anos após o fechamento das salas do Shopping Barra, ocorrido em 17 de maio de 2013 para dar lugar a um multiplex da joint venture UCI Orient; e das salas do Shopping Ponto Alto, que exibiram o último filme em 31 de janeiro de 2013.
O cinema localizado no Shopping Itaigara teve suas atividades encerradas, em meados de 2009, enquanto o do Villas Boulevard encerrou as exibições no primeiro semestre de 2007.

### UCI/Orient

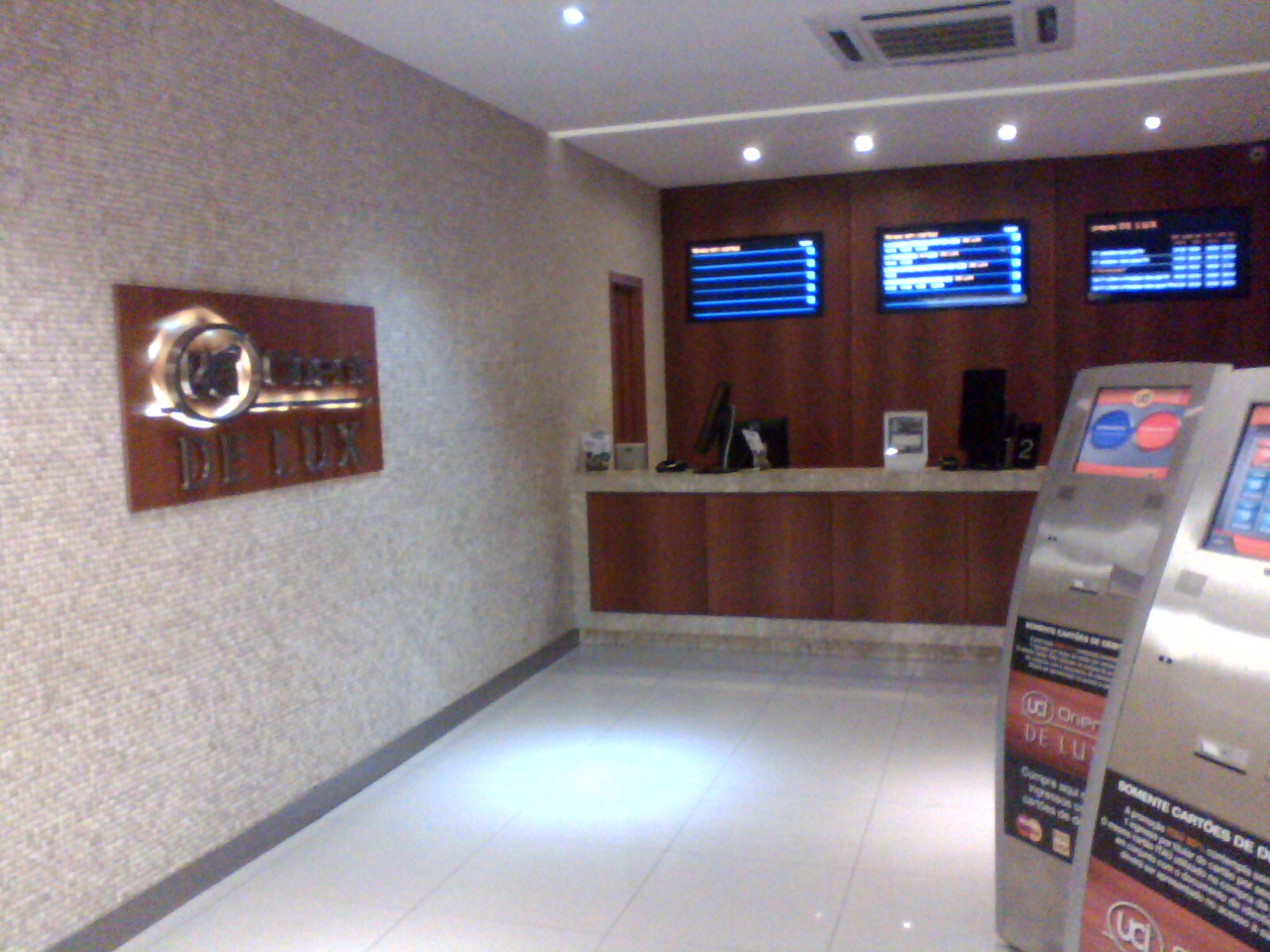
Bilheteria do UCI Orient de Lux do Shopping Barra

Entretanto, o grande divisor da águas na história da rede foi a abertura, através de uma joint venture com a rede UCI Cinemas, do primeiro multiplex da Bahia, o UCI Orient Iguatemi, de 12 salas (atualmente nomeado de UCI Orient Shopping da Bahia). Em pouco tempo, tornou-se o maior cinema do Brasil em público, disputando a primazia com o maior cinema megaplex do Brasil, o UCI New York City Center, localizado no shopping do mesmo nome e detentor de 18 salas, administradas pela UCI Cinemas.
Esta parceria se consolidaria com a abertura do UCI Orient Paralela, detentor de seis salas e instalado no Shopping da Avenida Luís Vianna Filho e, por fim, do UCI Orient Shopping Barra, de oito salas (sendo três VIPs) instalado no shopping da Avenida Centenário, cuja inauguração em outubro de 2013 contou com a presença do presidente da UCI Cinemas, Carlos Marín e do vice-presidente sênior da National Amusements (empresa controladora da UCI),  Tadeus Jamcobsky.
Os cinemas da parceria UCI Orient venderam, sozinhos, 2 530 177 ingressos em 2014, detendo 1,61% do market share brasileiro e alçando a rede ao 14º lugar entre os maiores exibidores por número público.

### Internacionalização

Marca utilizada pela empresa em Angola e Portugal

A internacionalização da empresa se deu inicialmente em 2007, quando o Grupo Odebrecht (atual Novonor), através da sua subsidiária Odebrecht Angola investiu e construiu o Belas Shopping, primeiro shopping de porte daquele país africano, tendo nele instalado oito salas de cinema que ficaram sob gestão da Orient Cinemas com a marca Cineplace. O complexo funcionou até 4 de setembro de 2016, quando encerrou suas atividades. Entre os motivos apontados, o fechamento teria sido motivado pela crise econômica que assolou o país e a defasagem tecnológica do equipamento, que ficou ultrapassado ante os novos investimentos na área de exibição realizados em Angola. Foi reaberto em dezembro do mesmo ano pela empresa exibidora angolana Cinemax.
Em 2013, a empresa assumiu a gestão dos complexos de cinema instalados em dez shopping centers da empresa SONAE, sob a marca Cineplace, cujo antigo explorador, a rede Castello Lopes Cinemas faliu ante a prejuízos de milhões de euros, tendo que encerrar suas atividades nos centros comerciais que operava. A imprensa portuguesa deu amplo destaque à chegada da empresa brasileira, enfatizando não apenas a reabertura das salas  mas também o fato de que muitos trabalhadores portugueses estavam sendo contratados. A razão para tal repercussão é que a falência da Castello Lopes Cinemas reduziu a oferta de salas no país, pois era o segundo maior exibidor de cinema de Portugal, além da consequente supressão dos postos de trabalho.
De acordo com o Portal Exibidor, especialista em mercado de cinema, a Orient Cinemas detinha em agosto de 2016 uma participação de 17% do mercado de exibição português. Em novembro de 2016, foi inaugurado o décimo-terceiro complexo no Centro Comercial Nova Arcada, da cidade de Braga, dispondo de 12 telas, o maior da rede na Europa. Este cinema marcou a implantação pela empresa de suas próprias marcas de salas especiais, como a XPlace, que disponibiliza alta definição de som e imagem em tela grande, e o Cineplace Blue Diamond, espaço VIP com poltronas confortáveis e cardápio gourmet variado.

### Digitalização e rankings
Com relação à digitalização (processo de substituição dos projetores de película 35mm por equipamentos digitais), a empresa alcançou 45,5% em março de 2015, de acordo com o portal especializado em mercado de cinema Filme B. Ainda de acordo com aquela publicação, a rede alcançou no mesmo período o 24.º lugar entre os maiores exibidores brasileiros por número de salas. Esses números excluem os complexos UCI Orient, contabilizados de forma separada.

## Público

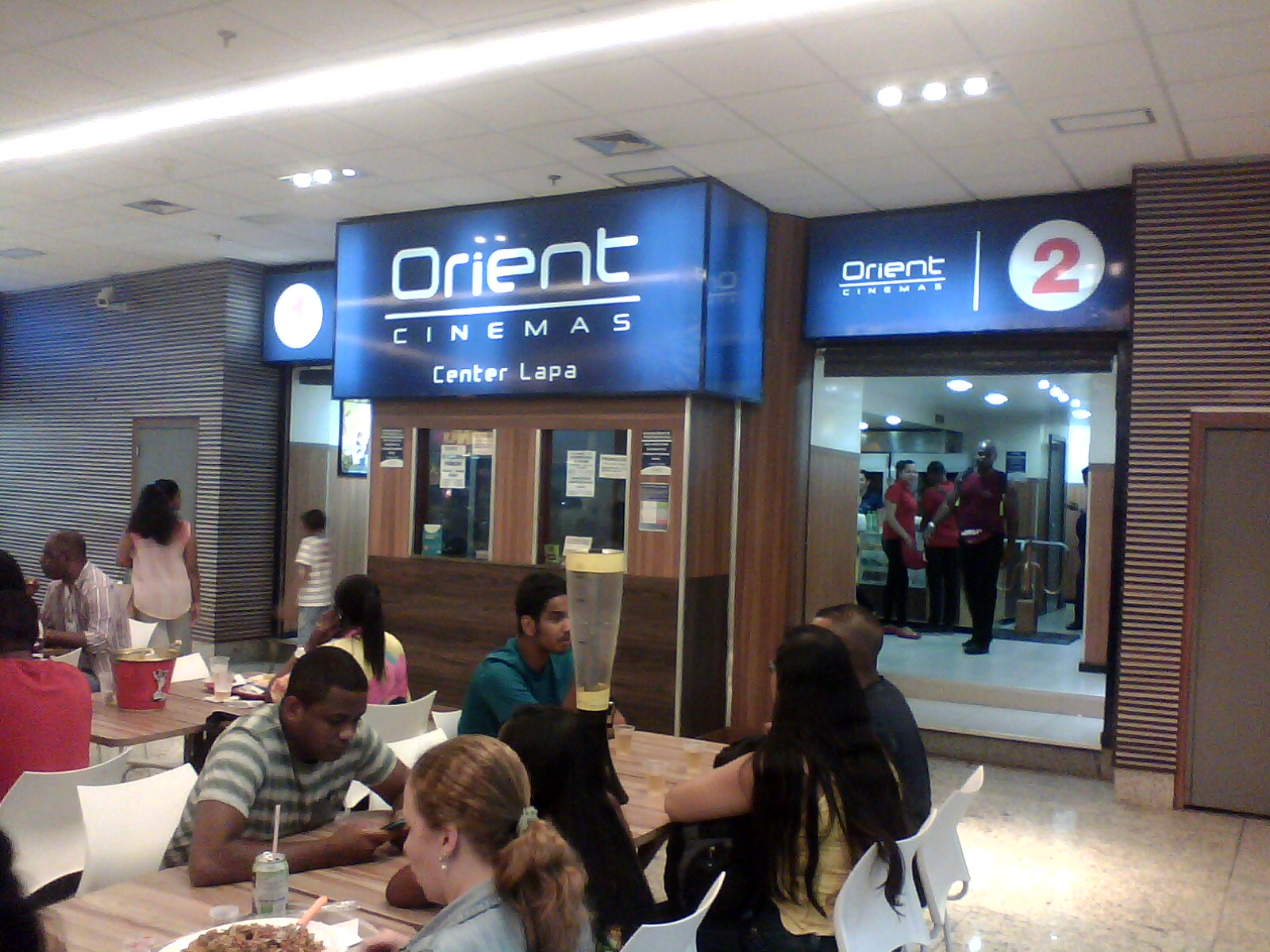
Frente do Orient Cinemas Center Center Lapa após reforma, em agosto de 2015

Abaixo a tabela de público e sua evolução de 2002 até 2019, considerando o somatório de todas as suas salas a cada ano. No período avaliado, o crescimento do frequentadores da rede foi da ordem de 89,42%, ocorrendo várias oscilações de baixa e alta, sendo que a variação mencionada é uma comparação com os números do ano imediatamente anterior. Nos três últimos anos da tabela é possível aferir uma perda de 51,37%, indicando que a Orient Cinemas também sofreu as consequências da retração do mercado exibidor brasileiro ocorrida em 2017 e 2018.    
Os dados de 2008 até 2013 foram extraídos do banco de dados Box Office do portal de cinema Filme B, sendo que os números de 2002 à 2007 e 2014 à 2015 têm como origem o Database Brasil. Já os dados de 2016 em diante procedem do relatório "Informe Anual Distribuição em Salas Detalhado", do Observatório Brasileiro do Cinema e do Audiovisual (OCA) da ANCINE.
| Ano  | Público total | Ranking no país | Market Share | Variação |
| ---- | ------------- | --------------- | ------------ | -------- |
| 2002 | 593 076       | 26º             | 0,65%        | ano-base |
| 2003 | 791 491       | 22º             | 0,77%        | 38,79%   |
| 2004 | 1 443 772     | 20º             | 1,26%        | 82,41%   |
| 2005 | 990 705       | 23º             | 1,10%        | 31,38%   |
| 2006 | n.d           | n.d             | n.d          | n.d      |
| 2007 | 866 094       | 21º             | 0,97%        | 12,58%   |
| 2008 | 688 205       | 22º             | 0,80%        | 20,54%   |
| 2009 | 954 925       | 20º             | 0,85%        | 38,79%   |
| 2010 | 1 034 690     | 21º             | 0,77%        | 8,35%    |
| 2011 | 1 241 772     | 18º             | 0,88%        | 20,01%   |
| 2012 | 1 296 316     | 20º             | 0,87%        | 4,39%    |
| 2013 | 1 175 872     | 21º             | 0,78%        | 9,29%    |
| 2014 | 1 439 839     | 19º             | 0,92%        | 22,45%   |
| 2015 | 1 700 476     | 18º             | 1,00%        | 18,10%   |
| 2016 | 1 642 856     | 20º             | 0,90%        | 3,39%    |
| 2017 | 1 494 443     | 20º             | 0,83%        | 3,39%    |
| 2018 | 1 123 389     | 21º             | 0,69%        | 3,39%    |
| 2019 | 1 133 389     | 21º             | 0,64%        | 0,93%    |